# Rosulje (Hrvatska Kostajnica)
Rosulje falu Horvátországban, a Sziszek-Monoszló megyében. Közigazgatásilag Hrvatska Kostajnicához tartozik.

## Fekvése
Sziszek városától légvonalban 34, közúton 46 km-re délkeletre, községközpontjától légvonalban 6, közúton 7 km-re keletre, az Una bal partján, a 47-es számú főút mentén, Hrvatska Kostajnica és Slabinja között fekszik.

## Története
A katonai határőrvidék kialakítása után területe a második báni ezredhez tartozott. Az Una menti védővonal egyik őrhelye, a Raušovac nevű čardak állt itt. A település csak a 19. század végén kezdett kialakulni. Neve a harmatfű szerb (pосуља), illetve szerbhorvát nevéből (rosulja) származik. Lakosságát csak 1948-tól számlálják önállóan, azelőtt Kostajnica része volt. A délszláv háború előtt lakosságának 81%-a szerb, 9%-a horvát nemzetiségű volt. 1991. június 25-én a független Horvátország része lett. A délszláv háború idején 1991-ben szerb lakossága a JNA erőihez és a szerb szabadcsapatokhoz csatlakozott. A Krajinai Szerb Köztársasághoz tartozott. 1995. augusztus 6-án a Vihar hadművelettel foglalta vissza a horvát hadsereg. A szerb lakosság nagy része elmenekült. A településnek 2011-ben 192 lakosa volt.

## Népesség
| Lakosság változása | Lakosság változása | Lakosság változása | Lakosság változása | Lakosság változása | Lakosság változása | Lakosság változása | Lakosság változása | Lakosság változása | Lakosság változása | Lakosság változása | Lakosság változása | Lakosság változása | Lakosság változása | Lakosság változása | Lakosság változása |
| ------------------ | ------------------ | ------------------ | ------------------ | ------------------ | ------------------ | ------------------ | ------------------ | ------------------ | ------------------ | ------------------ | ------------------ | ------------------ | ------------------ | ------------------ | ------------------ |
| 1857               | 1869               | 1880               | 1890               | 1900               | 1910               | 1921               | 1931               | 1948               | 1953               | 1961               | 1971               | 1981               | 1991               | 2001               | 2011               |
| 0                  | 0                  | 0                  | 0                  | 0                  | 0                  | 0                  | 0                  | 334                | 474                | 546                | 624                | 422                | 448                | 288                | 192                |